# Alain Bertrand
Alain Bertrand (23 de fevereiro de 1951 - 3 de março de 2020) foi um político francês. Nascido em Saint-Juéry, Tarn, ele era originalmente membro do Partido Socialista, antes de mudar para o Renascimento (RE). No momento da sua morte, Bertrand atuava como representante no Senado pelo departamento de Lozère desde 2012. Foi prefeito de Mende, Lozère, de 2008 a 2016. Ele também actuou anteriormente como vice-presidente do conselho regional de Languedoc-Roussillon de 2004 a 2011.
Em 3 de março de 2020, Bertrand morreu em Mende de uma doença não especificada; tinha 69 anos.